# Sembayashi-Ōmiya (metropolitana di Osaka)
Sembayashi-Ōmiya (千林大宮駅?, Sembayashi-Ōmiya-eki) (T14) è una stazione della metropolitana di Osaka situata nel quartiere di Asahi-ku.

## Struttura
La stazione è dotata di una piattaforma a isola con due binari sotterranei.
| 1 | ■ Linea Tanimachi |  | Per Higashi-Umeda, Tennōji e Yaominami |
| 2 | ■ Linea Tanimachi |  | Per Moriguchi e Dainichi               |

## Stazioni adiacenti
| «                          | Servizio        | »               |
| Linea Tanimachi            | Linea Tanimachi | Linea Tanimachi |
| -------------------------- | --------------- | --------------- |
| DaiTaishibashi-Imaichiichi | Locale          | Sekime-Takadono |